# Deqing (Zhaoqing)
Deqing (德庆县, Pinyin: Déqìng xiàn) ist ein Kreis der bezirksfreien Stadt Zhaoqing in der südchinesischen Provinz Guangdong. Er liegt am Sui-Fluss (绥江) im Nordwesten dieser Provinz.

## Geographie
Die Oberflächengestalt des Kreises Deqing ist generell bergig. Der Sui-Fluss bildet die Südgrenze des Kreises. Daneben durchfließen der Mawei-Fluss (马圩河), der Yuecheng-Fluss (悦城河) und einige weitere kleine Flüsse den Kreis und münden in den Sui-Fluss. Das Klima ist subtropisch; die durchschnittliche Januartemperatur liegt bei 13 °C, die durchschnittliche Julitemperatur bei etwa 28,5 °C. Die jährliche Niederschlagsmenge liegt bei etwa 1510 mm.

## Wirtschaft
Mit einem BIP pro Kopf von rund 10.350 RMB im Jahr 2002 liegt Deqing bezüglich des Einkommens unter dem Provinzdurchschnitt von Guangdong.
Wirtschaftliche Bedeutung hat der Abbau von Kalkstein, Granit, Tantal, Niob, Zinn, Gold und etwa 20 weiteren Mineralien. Die Wälder um Deqing sind sehr wildreich und es werden Edelhölzer, Naturharz, sowie Pflanzen für die traditionelle chinesische Medizin gewonnen.
Innerhalb Guangdongs ist der Kreis Deqing ein wichtiger Nahrungsmittelproduzent. Neben Reis werden Zuckerrohr, Erdnüsse, Cassava- und ähnliche Wurzeln, Zimt, Maulbeeren und Früchte angebaut.
Die Industrie beruht vor allem auf der Verarbeitung von Holz, Bambus und Edelmetallen, der Nahrungsmittelproduktion und Textilherstellung und weitere Basisindustrien.

## Verwaltung
Der Kreis Deqing gehört zur bezirksfreien Stadt Zhaoqing. Benachbart sind der Kreis Fengkai im Nordwesten, der Kreis Huaiji im Norden, der Kreis Guangning im Nordosten, die kreisfreie Stadt Gaoyao im Osten, sowie Yun’an und Yunan im Süden.
Der Kreis ist in ein Straßenviertel und zwölf Großgemeinden untergliedert:
- Straßenviertel Decheng (德城街道);
- Großgemeinde Xinwei (新圩镇);
- Großgemeinde Guanwei (官圩镇);
- Großgemeinde Mawei (马圩镇);
- Großgemeinde Gaoliang (高良镇);
- Großgemeinde Mocun (莫村镇);
- Großgemeinde Yongfeng (永丰镇);
- Großgemeinde Wulong (武垄镇);
- Großgemeinde Bozhi (播植镇);
- Großgemeinde Fengcun (凤村镇);
- Großgemeinde Jiushi (九市镇);
- Großgemeinde Yuecheng (悦城镇);
- Großgemeinde Huilong (回龙镇).

## Verkehr
Wichtigste Verkehrsader ist die Nationalstraße 321, die entlang der Südgrenze des Kreises, parallel zum Sui-Fluss, verläuft. Ansonsten wird die Verbindung zu den benachbarten Kreisen nur über teils schlechte Landstraßen hergestellt. Es gibt keine Eisenbahnanbindung. Begrenzte Bedeutung haben die Häfen am Sui-Fluss.

## Kultur
Die in Deqing gelegene Alte Akademie von Deqing (德庆学宫), sowie der Tempel der Drachenmutter in der Großgemeinde Yuecheng stehen auf der Liste der Denkmäler der Volksrepublik China.